# Église Notre-Dame-Auxiliatrice de Nice
Pour les articles homonymes, voir Église Notre-Dame.
L’église Notre-Dame-Auxiliatrice est un lieu de culte située à Nice en France, rattaché au diocèse de Nice de l’Église catholique. Elle a les statuts de sanctuaire national et d’église paroissiale.
Elle est située place Don-Bosco, proche du lycée homonyme. Son style est Art déco et sa construction date du premier quart du XXe siècle.

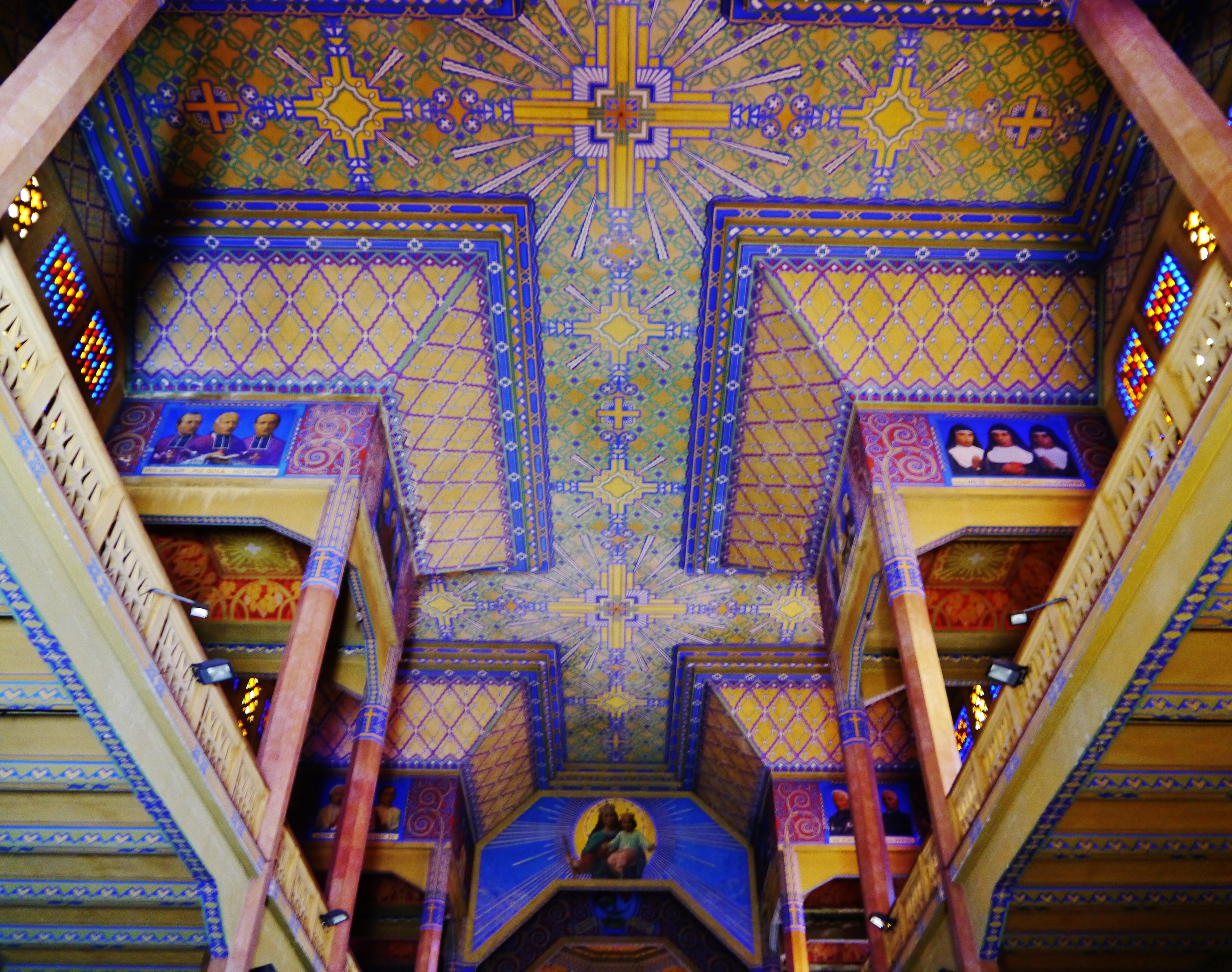
Intérieur : la nef.

C’est la première église bâtie en France par les salésiens, congrégation religieuse à vocation pédagogique fondée à Turin en 1859 par Don Bosco.
Elle est aussi la plus vaste du diocèse et peut accueillir jusqu’à mille fidèles.

## Présentation
Le duo d’architectes Jules Febvre et Marius Déporta, choisi pour la construction, s’inspire directement du projet de Notre-Dame du Raincy d’Auguste Perret. Les travaux de terrassements commencent le 24 mai 1924. La première pierre est posée le 31 décembre 1926. Si le plan reste traditionnel, la réalisation architecturale se veut moderne par l’usage du béton armé qui se prête à toutes les formes.
À l’extérieur, la façade sobre de l’édifice est ajourée de claustras et de petits vitraux donnant une grande lumière interne. Des motifs stylisés traités en sgraffito ornent les corniches et les auvents. 

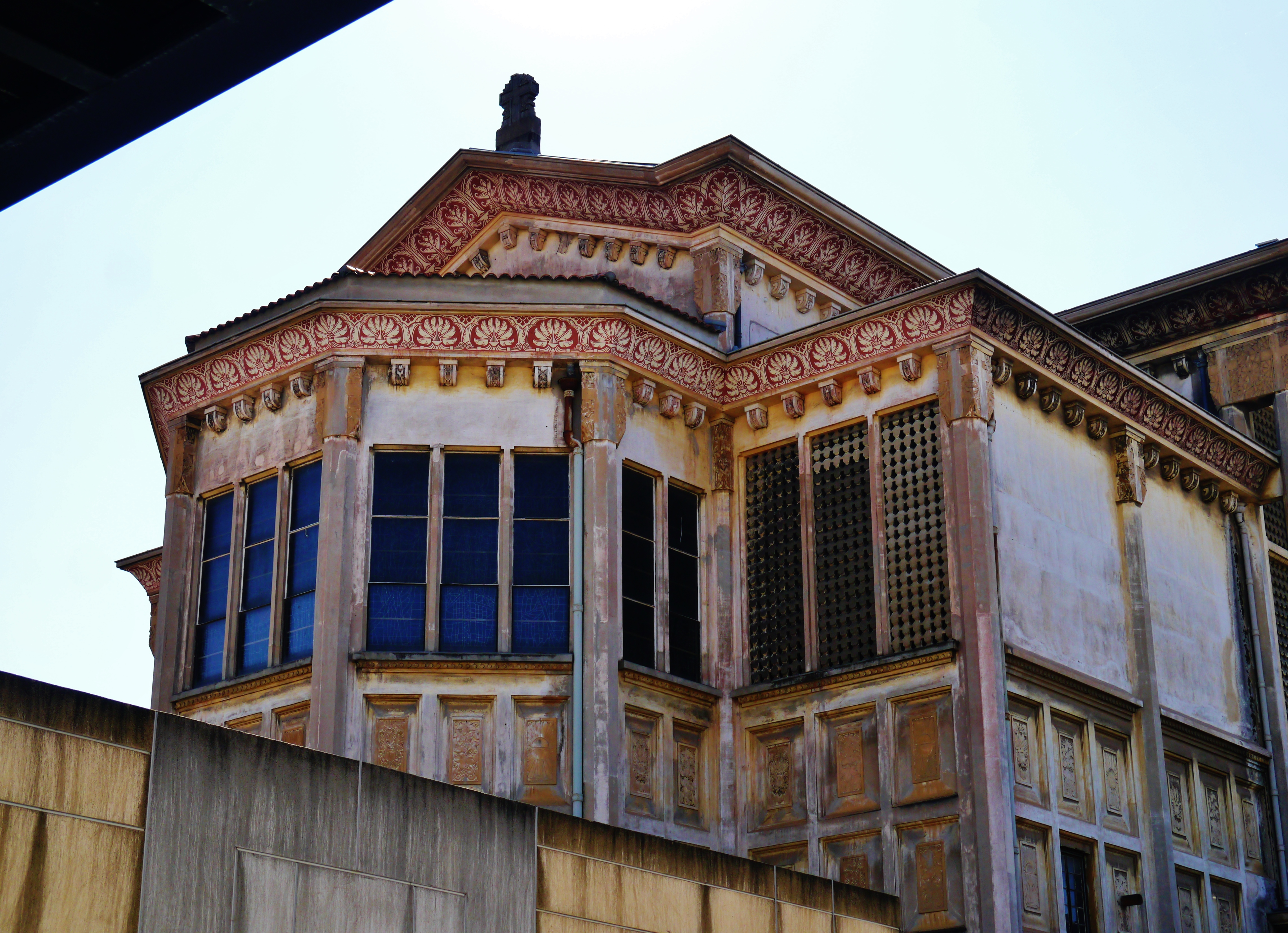
Sgraffito des corniches.

Le pignon de la façade est coiffé d’une statue de Carlo Sarrabezzoles.
La décoration intérieure est saisissante : elle est due principalement au peintre Eugène Doucet qui pendant dix ans réalise à la fresque un chemin de croix grandeur nature sur les murs latéraux de l’édifice. Au plafond, une immense croix à la couleur bleu de cobalt et or se déploie sur une surface de 242 m2. Les grandes verrières colorées et les douze vitraux historiés sont du maitre verrier Antoine Bessac.
Le mobilier précieux s’inspire de l’art paléochrétien. L’édifice est terminé et béni par l’évêque monseigneur Rémond le 28 mai 1933.
Entre 1943 et 1944, les orphelinats niçois de l’institution salésienne et le réseau Marcel, cachent et sauvent de nombreux enfants juifs de la milice et de la barbarie nazie.

## Protection et classement
L’église en totalité a été inscrite au titre des monuments historiques par arrêté du 26 avril 2001, puis a fait l’objet d’un classement par arrêté du 22 mars 2017.
L’édifice a reçu le Label « Patrimoine du XXe siècle ».
Pour l’Église catholique, le sanctuaire fait partie des trois édifices reconnus par la Conférence des évêques de France comme sanctuaire national.